# Europäische Organisation zur Sicherung der Luftfahrt
Die Europäische Organisation zur Sicherung der Luftfahrt (englisch European Organisation for the Safety of Air Navigation; kurz EUROCONTROL) ist eine internationale Organisation zur zentralen Koordination der Luftverkehrskontrolle in Europa. Dienstsitz ist Brüssel.

## Zielsetzungen
Oberstes Ziel ist die Entwicklung eines nahtlosen europäischen Flugverkehrsmanagement-Systems, das unter Beibehaltung eines hohen Sicherheitsniveaus, Reduzierung der Kosten und Schonung der Umwelt dem ständig wachsenden Flugverkehr Rechnung tragen soll.
Das System enthält folgende pan-europäische Funktionen:
- Directorate Network Management (ehemals Central Flow Management Unit, umbenannt März 2012) (DNM): Europaweites Routennetzwerk mit dem Ziel der optimalen Nutzung des europäischen Luftraumes und der Vermeidung von Behinderungen im Luftverkehr,[2]
- European AIS Database (EAD): Europäische Datenbank für zentralisierte, qualitätsgesicherte Fluginformationen, die die nicht harmonisierten Methoden der Luftfahrtdatenerfassung und -lieferung einzelner Staaten ersetzen soll,[3]
- Central Route Charges Office (CRCO): Europäische Strecken- und Anfluggebühren,[4]
- EUROCONTROL Experimental Centre (EEC): Forschung und Simulationen zur Steigerung der Flugsicherungskapazität in Europa,[5]
- Central European Air Traffic Services (CEATS),[6]
- Institute of Air Navigation Services (IANS): Training und E-Learning,[7]
- Eurocontrol Safety Regulatory Requirement (ESARR): Sicherheitsanforderungen im Bereich Luftfahrtmanagement.[8]

Zur weiteren Steigerung der Effektivität im Flugverkehrsmanagement hat die Organisation mit der Europäischen Kommission das dreiphasige Single European Sky ATM Research Programme (SESAR) begonnen.
Die Bundesrepublik Deutschland hat gem. Art. 24 GG Hoheitsrechte auf EUROCONTROL als eine zwischenstaatliche Einrichtung übertragen.

## Geschichte

### Die Anfangsjahre
Am 13. Dezember 1960 unterzeichneten in Brüssel Belgien, die Niederlande, Luxemburg, Frankreich, das Vereinigte Königreich und die Bundesrepublik Deutschland das internationale Übereinkommen über Zusammenarbeit zur Sicherung der Luftfahrt „EUROCONTROL“ (BGBl. 1962 II S. 2273, 2274; BGBl. 1972 II S. 814, 816; BGBl. 1980 II S. 1446, 1447; BGBl. 1984 II S. 69, 71). Sie gründeten damit eine europäische supranationale Organisation für Flugsicherung, der die Wahrnehmung der Flugsicherungsaufgaben im „Oberen Luftraum“ ihrer Mitgliedstaaten übertragen wurde. Das Übereinkommen trat am 1. März 1963 zunächst für 20 Jahre in Kraft.
Für die Kontrolle des oberen Luftraumes der Mitgliedstaaten Deutschland, Belgien, Niederlande und Luxemburg wurden die Kontrollzentralen Maastricht und Karlsruhe gebaut (Inbetriebnahme 1972 bzw. 1977), für den oberen Luftraum von Irland die Kontrollzentrale Shannon. Frankreich und Großbritannien lehnten entgegen dem EUROCONTROL-Übereinkommen den Bau von Kontrollzentralen für ihr Land und die Wahrnehmung der Flugsicherungsdienste in ihrem Luftraum durch EUROCONTROL aus militärpolitischen Überlegungen ab und erklärten diese Haltung mit dem Vorliegen „Höherer Gewalt“.
1976 erklärte Irland, dass es einer Inbetriebnahme der von EUROCONTROL errichteten Kontrollzentrale Shannon nicht zustimmen könne, weil es wegen der hohen Gehaltsunterschiede zwischen dem Personal der nationalen irischen Behörden und dem internationalen Personal einer EUROCONTROL-Kontrollzentrale in Irland zu schweren Sozialkonflikten kommen würde. Die irische Verwaltung würde die Kontrollzentrale Shannon von EUROCONTROL übernehmen und selbst mit eigenem Personal betreiben. Mit denselben Argumenten lehnte Deutschland 1976 die Inbetriebnahme einer EUROCONTROL-Kontrollzentrale Karlsruhe ab und setzte durch, dass die Kontrollzentrale von der Bundesanstalt für Flugsicherung übernommen und in Betrieb genommen wurde.
Im Hinblick auf die Haltung Frankreichs und Großbritanniens sowie die Entwicklungen bezüglich der Kontrollzentralen Karlsruhe und Shannon beschlossen die sieben Mitgliedstaaten im Jahr 1976, das Übereinkommen zu überarbeiten und für einen neuen Aufgabenkatalog zu entwickeln. Insbesondere sollten die Mitgliedstaaten durch das Übereinkommen nicht mehr verpflichtet sein, EUROCONTROL die Wahrnehmung der Flugsicherungsaufgaben in ihrem oberen Luftraum zu überlassen. Die Organisation sollte solche Dienste nur noch auf fakultativer Basis wahrnehmen. Deutschland und Benelux machten von dieser Regelung bezüglich der Kontrolle des oberen Luftraumes von Benelux und Nordwestdeutschland durch die EUROCONTROL-Kontrollzentrale Maastricht Gebrauch, um den Fortbestand der Kontrollzentrale Maastricht zu sichern. Die anderen Mitgliedstaaten unterstützten diese Haltung, damit EUROCONTROL für seine Tätigkeiten auf dem Gebiet der Forschung und Entwicklung von Flugsicherungssystemen den Bezug zur Praxis pflegen und die Ergebnisse in der Praxis erproben und anwenden konnte.
Das in dem Sinne erstellte Änderungsprotokoll zum EUROCONTROL-Übereinkommen wurde am 12. Februar 1981 in Brüssel unterzeichnet und der Vertrag ab 1. März 1983 für weitere 20 Jahre verlängert. Der Vertrag zwischen der Organisation und den Benelux-Staaten und Deutschland über den Weiterbetrieb der Kontrollzentrale Maastricht durch EUROCONTROL erfolgte am 25. November 1986.

### Auf dem Weg in das neue Jahrtausend
Am 27. Juni 1997 wurde eine weitere Ergänzung zum EUROCONTROL-Übereinkommen unterzeichnet, um die Aufgabenstellung weiter zu spezifizieren, das Management der Organisation effizienter zu gestalten, das Beschlussfassungsverfahren vom Prinzip der Einstimmigkeit auf Mehrheitsbeschlüsse umzustellen und den Beitritt von regionalen Wirtschaftsorganisationen wie die Europäische Gemeinschaft zu ermöglichen. Das Ratifikationsverfahren zu dem Änderungsprotokoll und dem Beitritt der Europäischen Gemeinschaften ist noch nicht in allen Mitgliedstaaten abgeschlossen, so dass die neuen Elemente des EUROCONTROL-Übereinkommens nur partiell auf der Grundlage des noch geltenden Übereinkommens praktiziert werden können. Heute zählt EUROCONTROL folgende Mitglieder: Neben allen Mitgliedsstaaten der Europäischen Union zählen dazu auch Albanien, Armenien, Bosnien und Herzegowina, Moldau, Monaco, Nordmazedonien, die Schweiz, die Ukraine, Serbien, Montenegro, Norwegen, das Vereinigte Königreich und die Türkei. Seit  2002 arbeitet die heutige Europäische Union weitgehend wie ein Mitglied von EUROCONTROL mit in der Erwartung, dass das Beitrittsprotokoll für den Betritt der Union zu EUROCONTROL in absehbarer Zeit in Kraft tritt. Die Europäische Union koordiniert entsprechend dem Unionsrecht bereits die fachlichen Positionen der EU-Mitgliedstaaten in den Organen von EUROCONTROL und sorgt damit für ein unionsrechtskonformes Abstimmungsverhalten in den Gremien von EUROCONTROL.
Der Deutsche Frank Brenner war von 2013 bis 2022 Generaldirektor von Eurocontrol. Am 1. Januar 2023 hat ihn der Spanier Raúl Medina Caballero abgelöst.

## Organisation und Statistik

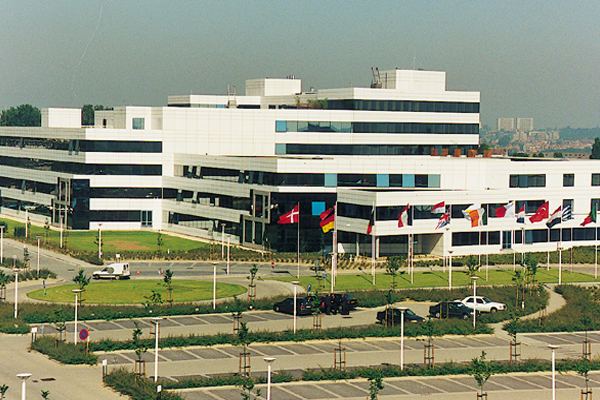
EUROCONTROL-Hauptquartier in Brüssel

Die Organisation hat rund 1900 Mitarbeiter in vier europäischen Ländern und ist unabhängig von der Europäischen Union. Der Hauptsitz befindet sich in Brüssel, daneben gibt es das Maastricht Upper Area Control Centre, das Experimental Centre in Brétigny sur Orge (Frankreich) und das Institute of Air Navigation Services in Luxemburg. Das Maastricht Upper Area Control Centre (Maastricht UAC, MUAC) in unmittelbarer Nähe zum Maastricht Aachen Airport ist eine Bezirkskontrollstelle, die die Organisation des oberen Luftraums der Benelux-Länder sowie Nordwestdeutschlands (Maastricht Upper Area Information Region, UIR) kontrolliert.(s. Fluginformationsgebiet)

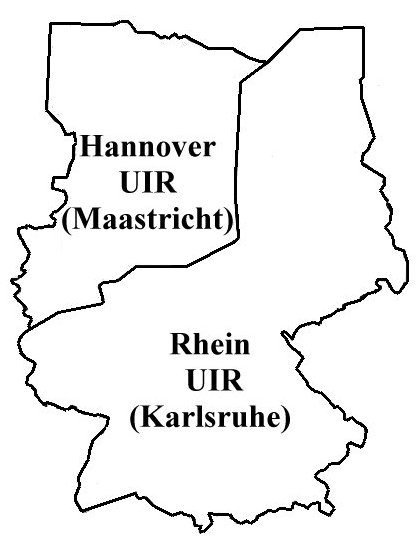
Hannover Upper Area Information Region (Hannover UIR), die vom Maastricht UAC kontrolliert wird

Die Organisation gibt eine Vielzahl von Publikationen heraus, darunter ein monatliches Bulletin mit statistischen Angaben und Prognosen zum internationalen Flugverkehr.

### Gremien
Der erweiterte Gebührenausschuss (Enlarged Committee For Route Charges) überwacht das Streckengebührensystem und berichtet über den Provisional Council an die erweiterte Kommission von EUROCONTROL. Er legt die Anwendungsbedingungen für das Flugsicherungs-Streckengebührensystem und die Zahlungsbedingungen fest. Zudem beschließt er jährlich für das jeweils kommende Jahr die Flugsicherungsgebühren für den Bereich Strecke. Er tagt in der Regel zweimal jährlich. Der amtierende Präsident (Stand: 9. November 2020) ist Thomas Möller, Leiter Gebühren der DFS Deutsche Flugsicherung GmbH.
Die Mitglieder setzen sich zusammen aus Vertretern der Mitgliedstaaten von EUROCONTROL sowie Vertretern der Luftraumnutzer. Die deutsche Delegation wird regelmäßig durch einen Vertreter des Referats LF 17 des Bundesministeriums für Verkehr angeführt. Weitere Mitglieder werden üblicherweise durch das Bundesaufsichtsamt für Flugsicherung, die DFS Deutsche Flugsicherung GmbH und den Deutschen Wetterdienst gestellt.

## Mitglieder

Mitgliedstaaten verschiedener Luftfahrtvereinbarungen:
EUROCONTROL, European Civil Aviation Conference (ECAC), European Common Aviation Area (ECAA) und EU
EUROCONTROL, ECAC und ECAA
EUROCONTROL und ECAC
Nur ECAC

Alle Flächenländer Europas (darunter alle Mitgliedstaaten der Europäischen Union) mit Ausnahme von Belarus und Russland sind Mitglied von EUROCONTROL. Lediglich Kleinstaaten wie Liechtenstein, San Marino und Andorra gehören ihm nicht an, nehmen die Luftraumkontrolle aber ohnehin nicht wahr. Hier eine Liste der Mitglieder nach Eintrittsdatum:
- 1960: Belgien, Frankreich, Deutschland, Luxemburg, Niederlande, Vereinigtes Königreich
- 1. März 1963: in Kraft
- 1. Januar 1965: Irland
- 1. Januar 1986: Portugal
- 1. September 1988: Griechenland
- 1. März 1989: Türkei
- 1. Juli 1989: Malta
- 1. Januar 1991: Zypern
- 1. Juli 1992: Ungarn, Schweiz
- 1. Mai 1993: Österreich
- 1. März 1994: Norwegen, Dänemark
- 1. Oktober 1995: Slowenien
- 1. Dezember 1995: Schweden
- 1. Januar 1996: Tschechien
- 1. April 1996: Italien
- 1. September 1996: Rumänien
- 1. Januar 1997: Slowakei, Spanien
- 1. März 1997: Kroatien
- 1. Juni 1997: Bulgarien
- 1. Dezember 1997: [16] Monaco
- 1. November 1998: Nordmazedonien
- 1. März 2000: Moldau
- 1. Januar 2001: Finnland
- 1. April 2002: Albanien
- 1. März 2004: Bosnien und Herzegowina
- 1. Mai 2004: Ukraine
- 1. September 2004: Polen
- 1. Juli 2005: Serbien
- 1. März 2006: Armenien
- 1. September 2006: Litauen
- 1. Juli 2007: Montenegro
- 1. Januar 2011: Lettland
- 1. Januar 2014: Georgien
- 1. Januar 2015: Estland
- 1. Januar 2025: Island

## Außereuropäische Staaten
- 29. April 2016: Marokko; kein volles Mitglied, sondern sogenannter Comprehensive Agreement State (außereuropäischer Staat)
- 2. Juni 2016: Israel; kein volles Mitglied, sondern sogenannter Comprehensive Agreement State (außereuropäischer Staat)

Diese zwei außereuropäischen Staaten sind eng mit dem europäischen Luftverkehrsnetz verbunden.